# Isidis Planitia
Isidis Planitia és una plana situada dins d’una gegantina conca d’impacte a Mart, centrada a 12,9 ° N 87,0 ° E; Isidis Planitia s'hi troba en part al quadrangle Syrtis Major i en part al quadrangle Amenthes. És la tercera estructura d’impacte evident més gran del planeta després de les conques Hellas i Argyre: té uns 1.500 km de diàmetre.
Probablement Isidis va ser l'última conca important que es va formar a Mart, ja que es va formar fa aproximadament 3.900 milions d'anys durant el període Noachian. A causa de la cobertura de pols, normalment apareix brillant en vistes telescòpiques i va ser mapejada com una característica clàssica d’albedo, Isidis Regio, visible per telescopi a l'era pre-espacial.
Un estudi publicat a Icarus descrivia la complexa història geològica de parts d’Isidis, especialment zones properes al contacte amb Deuteronilus. Aquest contacte és la suposada vora d’un vast oceà marcià. Els investigadors van trobar evidències d’Hesperià tardà/Amazònic mar primerenc a la zona. El mar s'hauria congelat ràpidament. Es van formar eskers sota el gel.
Just a l'Oest d'Isidis s'hi troba Syrtis Major Planum, un volcà escut de baix relleu que és una característica destacada d'albedo fosc a Mart, que es va formar després de la conca. L'extensió més occidental està limitada per una subregió nord-est de Syrtis amb geologia diversa.
Al voltant de la conca d’Isidis es va trobar carbonat de magnesi per la MRO. Aquest mineral indica que hi havia aigua i que no era àcida, unes condicions de pH més favorables per a l'evolució de la vida.
El nom "Isidis Planitia" segueix el nom anterior Isidis Regio ("Regió d'Isis"). Isis és la deessa egípcia del cel i de la fertilitat.

## Galeria

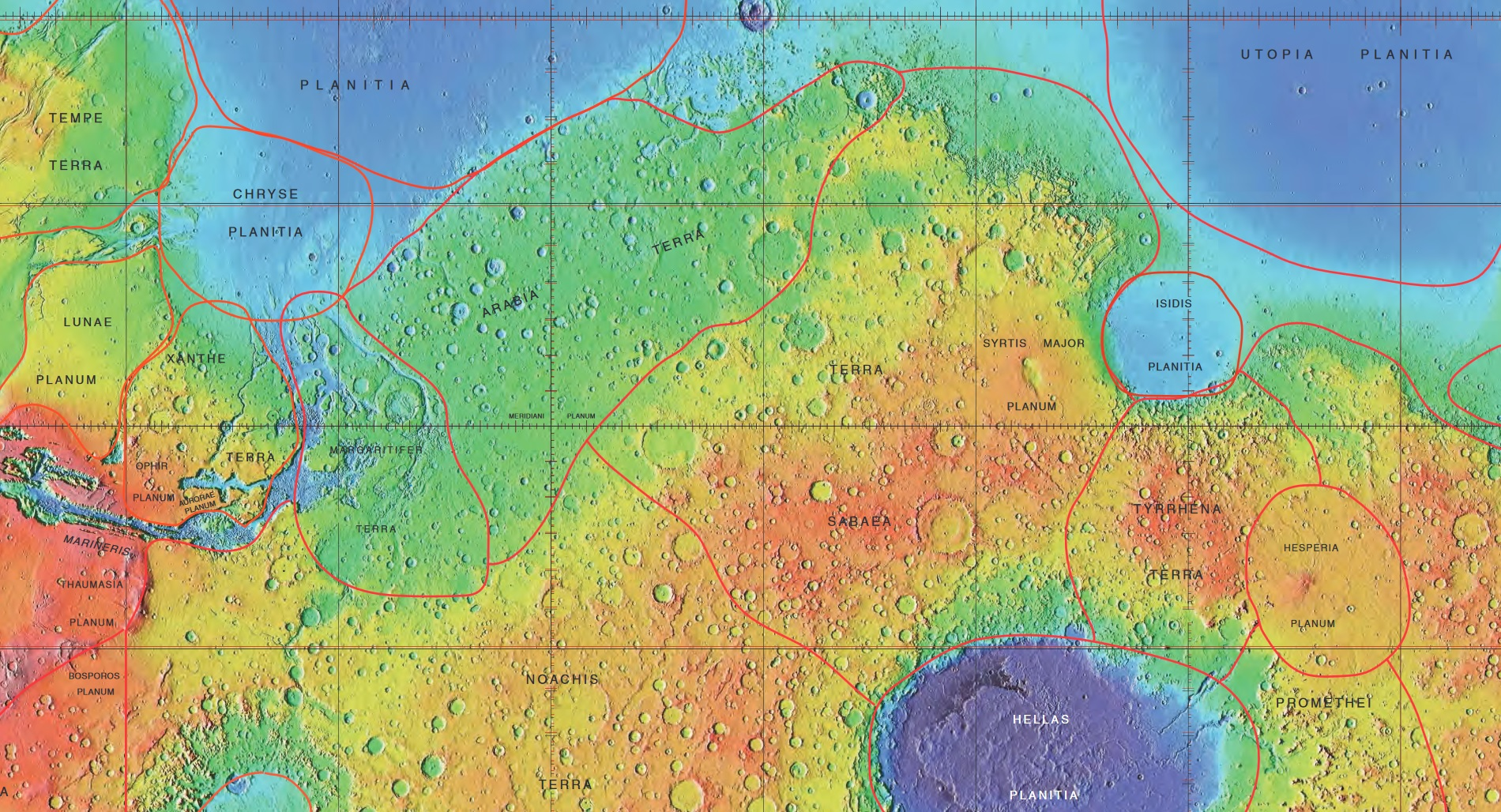
Mapa MOLA que mostra els límits d’Isidis Planitia i altres regions
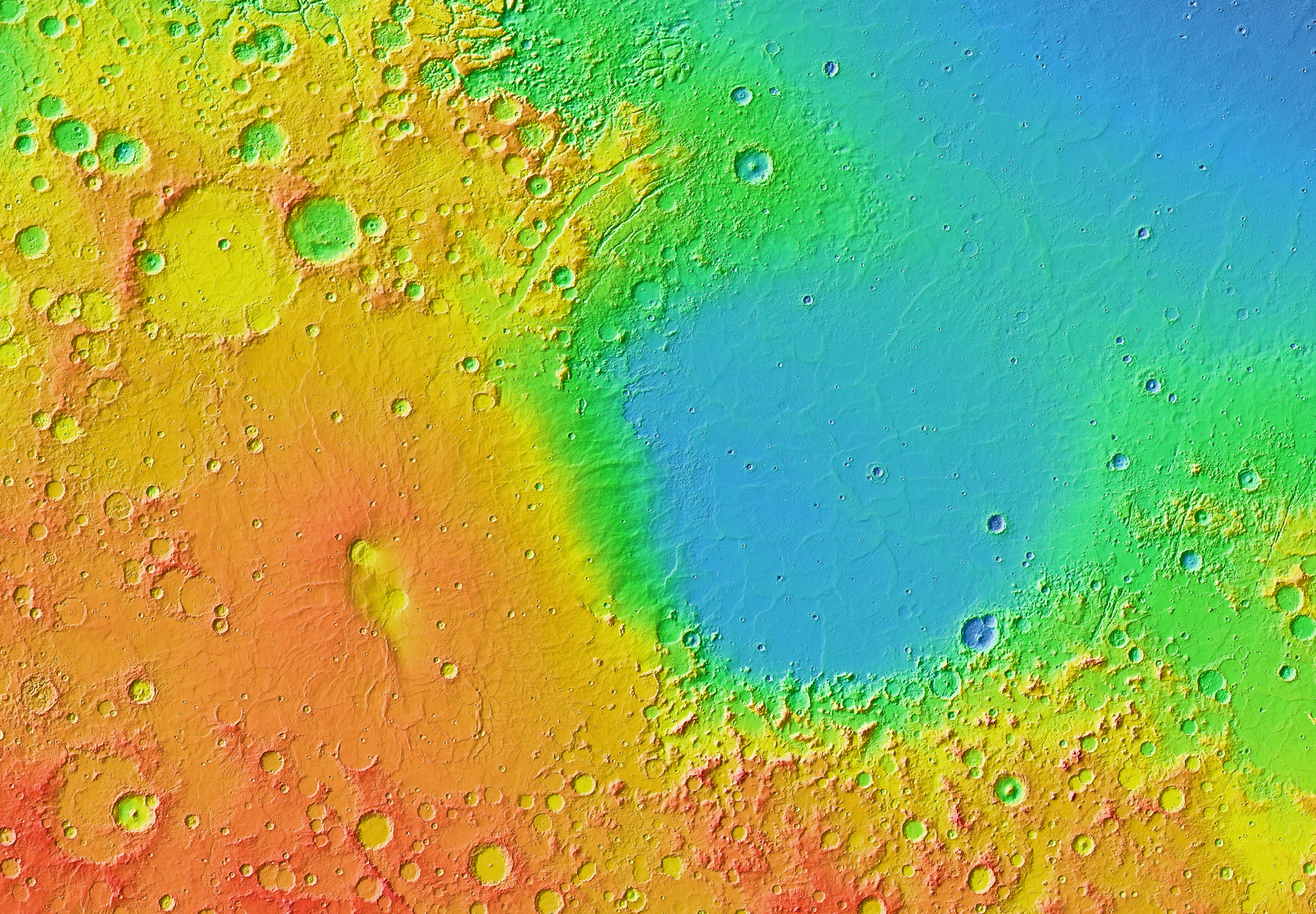
MOLA mapa topogràfic acolorit que mostra Isidis Planitia (dreta) i el volcà escut adjacent de baix relleu Syrtis Major Planum (esquerra).

## Beagle 2
El lander Beagle 2 estava a punt d’aterrar a la part oriental d’Isidis Planitia el desembre del 2003, quan es va perdre el contacte amb la nau. El gener de 2015, la NASA va informar que el Beagle 2 s'havia trobat a la superfície d'Isidis Planitia (la ubicació és d'aproximadament 11,5265 ° N 90,4295 ° E). Les imatges en alta resolució capturades pel Mars Reconnaissance Orbiter van identificar la sonda perduda, que sembla estar intacta.

## Missió Mars 2020
El 2018, el Jezero, un cràter a la vora Nord-Oest de la conca d’Isidis va ser seleccionat com a lloc d’aterratge per a la missió de Mars 2020, inclòs el rover Perseverance, aterratge que tingué lloc el dia 18 de febrer de 2021.